# Dsulfiquar Tegha
Das Dsulfiquar Tegha ist ein Säbel aus Indien.

## Beschreibung
Das Dsulfiquar Tegha hat eine zweischneidige, schwere, stark gebogene Klinge. Die Klinge wird vom Heft zum Ort leicht breiter. Am Ort ist die Klinge durch einen Einschnitt in zwei Spitzen geteilt. Als Vorbild dieser Ortform wird das Schwert Mohammeds "Dsulfiquar" (arabisch ذو الفقار, DMG Dhū l-Fiqār) oder auch Zulfiqar, Zolfaqar, Dsulfikar, Dsulfakar benutzt. Es gibt im muslimischen Raum einige Schwertformen, die in dieser Art gearbeitet wurden (siehe u. a. Dsulfiquar Shamshir). Vom Ort zum Heft laufend ist eine Klingenrückenschneide ausgearbeitet. Das Heft ist in der für den Khanda und den Tegha typischen Form hergestellt. Am Knauf befindet sich ein gebogener, am Ende abgerundeter Stachel. Die Tegha gelten als Nationalwaffe der indischen Provinz Orissa. Er ist eine Version des Tegha. Dieser Säbel wird von den Kriegerkasten in Indien benutzt.